# Confidence - La truffa perfetta
Confidence - La truffa perfetta (Confidence) è un film del 2003, diretto da James Foley ed interpretato, fra gli altri, da Edward Burns, Rachel Weisz, Dustin Hoffman, Paul Giamatti e Andy García.

## Trama
Jake Vig ha una pistola puntata alla testa da un uomo di colore che gli intima di raccontargli le ultime tre settimane della sua vita ed egli spiega di essere un truffatore: tre settimane prima si trovava all'esterno di un losco bar chiamato l'Euclide con un tizio di nome Lionel ed aveva appena sparato ad un uomo all'interno; Lionel è terrorizzato e vorrebbe scappare ma i due rientrano nel bar e Jake viene minacciato con un fucile dal barista. Lionel, quando sente le sirene della polizia avvicinarsi, scappa a gambe levate lasciando una valigetta piena di denaro sul bancone e, dopo che due poliziotti sono entrati, viene rivelata la messa in scena: Lionel, che credeva di essere il socio nella truffa, in realtà è stato truffato; Jake, il barista di nome Miles, l'uomo a cui ha sparato, che naturalmente è vivo, Gordo, ed un altro uomo chiamato Hal seduto ad un tavolino sono tutti complici e l'Euclide non è altro che il loro covo, mentre i due poliziotti sono agenti corrotti a cui Jake consegna subito la loro parte di denaro.
Poco tempo dopo Jake, Miles e Gordo scoprono che Hal è stato ucciso a casa da un colpo di pistola sparato in fronte; egli il giorno della truffa aveva chiamato i suoi creditori dicendo di poter pagare i suoi debiti ed al telefono aveva accennato alla truffa e di come fossero riusciti a farsi dare 150.000 dollari da un tizio di nome Lionel. L'informazione era circolata finché non era arrivata a Winston King, il capo di un'associazione per delinquere indipendente che si fa chiamare il Re. La banda inoltre scopre che Lionel era un suo contabile che gli consegnava una somma di denaro tutti i giovedì ed anche Lionel, che per la prima volta non aveva consegnato la sua parte di incassi, è stato ucciso e Jake decide di andare a parlare con il Re per chiarire ciò che è successo.
Egli si reca allo stripclub gestito da Winston King, il quale, per dimenticare la vicenda, gli chiede i 150.000 dollari che hanno rubato al suo contabile ma Jake gli propone un'offerta migliore: lui ed i suoi compagni organizzeranno un'altra truffa, per ridargli i soldi con gli interessi. Il Re accetta, ma ad una sola condizione: il merlo da truffare dovrà essere Morgan Price, un mafioso capo di un'organizzazione di riciclaggio di denaro e di frodi aziendali ed inoltre al gruppo dovrà aggiungersi Lupus, un suo uomo di fiducia.
Jake incontra più volte una giovane ed attraente donna, di nome Lily, una borseggiatrice ed un'abile truffatrice indipendente, e le propone di unirsi ai suoi complici nella truffa, ora che uno del gruppo è morto; ella, inizialmente riluttante, accetta e viene presentata al gruppo insieme a Lupus. Jake espone a tutto il gruppo come si svolgerà l'inganno: esso punta a 5 milioni. Come prima cosa si avvicineranno ad un impiegato di medio livello della banca di Price, a cui chiederanno un prestito societario e prometteranno una parte del denaro per facilitare il pagamento; il denaro verrà trasferito in una banca offshore in Belize, dove Jake andrà a ritirare l'assegno, per poi incassarlo in un'altra banca e, una volta tornato in America con i soldi, pagherà la dogana perché il denaro passi inosservato.
Jake ottiene dal Re un finanziamento ed inizia a preparare la truffa portando Lily in una gioielleria, allo scopo di insegnarle a fare l'appoggio in una truffa, fingendosi un amico della figlia di un signore che sta comprando un braccialetto ed un orologio per i figli; l'uomo non si fa problemi ad anticipargli dei soldi quando l'assegno di Jake non viene accettato dalla gioielleria perché senza documenti e Lily, fingendosi la moglie di Jake, passa il test. Nel frattempo l'agente speciale Gunther Butan fa visita ai due poliziotti corrotti amici di Jack, Omar Manzano e Lloyd Whitworth: Butan sa bene che i due sono corrotti e promette loro di non denunciarli se lo aiutarenno a prendere Jack, che insegue da molto tempo ed essi accettano l'accordo, speranzosi di poterne uscire puliti.
Mentre Jack continua il racconto con la pistola puntata alla testa, dietro all'uomo di colore viene fuori la stessa Lily, che sostiene che Jack non si è fidato di lui; Jack non ne sembra turbato e continua il racconto: Lily si avvicina in un locale a Leon Ashby, vicepresidente nel settore prestiti societari nella banca di Price e lei, insieme al resto del gruppo, riesce a convincerlo a prestare loro i 5 milioni di dollari e gli offrono dei soldi per trasferirli in una banca in Belize come prestabilito.
I poliziotti corrotti non sono stati ancora contattati da Jack e non possono quindi riferire nulla all'agente Butan e questi suggerisce loro di far sapere a Jack del suo arrivo e di convincerlo a pagarli per tenere il federale lontano dalla truffa. Jack spiega all'uomo che lo tiene sotto tiro di aver conosciuto Butan anni prima e di aver cercato di corromperlo, senza successo. Jack è spaventato dall'arrivo dell'agente e decide di annullare il colpo, congeda tutti i suoi complici, compresa Lily che umilia davanti a tutti, ma in realtà Jake vuole andare avanti col colpo senza di lei, la quale va dritta da Price a denunciare la truffa. Nel frattempo Gordo si reca in Belize a ritirare i soldi al posto di Jack e quest'ultimo propone a Lupus di dividere i soldi in 5 parti, facendo fuori il Re ed egli finge di accettare, mentre invece chiama il suo capo per dirgli dove trovare i soldi. All'aeroporto Gordo si ferma in un bagno pubblico ed un uomo del Re gli prende la valigia coi soldi e la porta via; Butan manda i due poliziotti corrotti ad arrestarlo, ma vengono a loro volta arrestati con il Re in persona, nella cui macchina viene trovata dell'eroina.
Il racconto si unisce alla linea temporale del presente quando l'uomo di colore, che non è altro che un uomo mandato da Price, e Lily arrivano al bar per interrogare Jack e scoprire dove sono i soldi. Lily all'improvviso spara a Jack lasciandolo per terra in un mare di sangue. Fuori campo Jack spiega come sono andate veramente le cose: il borsone con i soldi è stato scambiato alla dogana e Butan, che in realtà è complice di Jack, va a ritirarli. L'eroina è stata messa nella macchina del Re dallo stesso Butan, per incastrare allo stesso tempo lui ed i poliziotti corrotti. Jack non è morto veramente (aveva delle sacche di sangue sotto la maglia) e Butan ed i ragazzi, compresa Lily, che è stata dalla loro parte per tutto il tempo, tornano a prenderlo ed insieme lasciano la città in macchina.